# Pusan
Pusan (korejsko ['pusan], uradno Pusansko metropolitansko mesto, je drugo najbolj naseljeno mesto v Južni Koreji, takoj za Seulom, s prebivalstvom več kot 3,3 milijona od leta 2024. Leži ob obali, približno 190 kilometrov od japonskega Honšuja. Je gospodarsko, kulturno in izobraževalno središče jugovzhoda države. Pusansko pristanišče ima največji pretovor v državi in je šesto največje na svetu. Pusan z bližnjima Ulsanom in Južnim Gjongsangom tvori Jugovzhodno gospodarsko območje, največje industrijsko območje v Južni Koreji. Zaradi velikega obsega pristaniškega prometa in mestnega prebivalstva, ki presega 1 milijon, je Pusan metropola z velikimi pristanišči po klasifikaciji Southampton System of Port-City. Od leta 2019 je pristanišče Pusan glavno pristanišče v Koreji in šesto največje kontejnersko pristanišče na svetu.
Pusan se deli na 15 glavnih upravnih okrožij in en okraj. Tu živi približno 3,6 milijona ljudi. Celotno metropolitansko območje, jugovzhodna pomorska industrijska regija, ima približno 8 milijonov prebivalcev. Najgosteje pozidana območja so ozke doline ob rekah Nakdong in Sujong. Okrožja fizično delijo visoki hribi. Reka Nakdong je najdaljša reka v Koreji, plaža Heunde v Pusanu pa je tudi največja v državi.
Pusan je tudi kongresno središče, leta 2005 je gostil APEC. Je tudi prizorišče več korejskih športnih dogodkov (Azijske igre 2002, Svetovno prvenstvo v nogometu 2002). Tu je tudi največje trgovsko središče Šinsege Centrum City. Pusan je bil decembra 2014 dodan v mrežo kreativnih mest UNESCO kot mesto filma.
V bližini mesta se od leta 2019 izvaja projekt Oceanix, ki namerava do leta 2025 ustvariti prvo lebdeče mesto na svetu.

## Imena
Ime Pusan je revidirana romanizacija korejskega imena mesta od konca 15. stoletja. V japonskem kolonialnem obdobju je bila japonska različica imena mesta »Fuzan«.
Ime 釜山 (zdaj zapisano kot 부산 po korejski abecedi) je kitajsko-korejsko ime za »Gora Kotel« in naj bi bilo to nekdanje ime gore Hvangnjong (korejsko 황령산; handža: 荒嶺山; Hvangnjongsan) zahodno od središča mesta. Podobno velja, da se starodavna država na tem območju, gora Gocčl (거칠산국; 居柒山國; Gočilsan-guk, »Dežela grobih gora«), nanaša na isto goro, ki se dviga nad mestnim pristaniščem ob reki Sujong.

## Zgodovina
Območje, ki ga danes zaseda Pusan, je bilo naseljeno že v neolitiku. Med artefakti iz tega obdobja, odkritimi v bližini obale, so kamnito orodje, keramika, morske školjke in živalske kosti. Ribolov je bil glavni vir hrane za ljudi v tem obdobju. V notranjosti so odkrili artefakte iz bronaste dobe. V tem obdobju se je že ukvarjalo s kmetijstvom.
Okoli 1. stoletja je okoli današnjega okrožja Dongne obstajalo poglavarstvo, imenovano Koč'ilsan-guk (거칠산국; 居漆山國). Nekoč ga je prevzelo kraljestvo Sila in ustanovilo upravno enoto, imenovano Koč'ilsan-gun (거칠산군; 居漆山郡). Leta 757 se je preimenovalo v Dongne-gun (동래군). Leta 835 je bil na tem območju ustanovljen budistični tempelj Bomosa.
V obdobju Gorjo (918–1392) je lokalni klan Dongne Džong postal pomemben del korejske politike. Do takrat so vroči vrelci Dongne postali znani, kar je omenjeno v spisih iz tega obdobja. Do konca obdobja so se napadi vokujev (japonskih piratov) okrepili. Ena takšnih invazij se je zgodila leta 1396. Za obrambo pred tem je bila na tem območju ustanovljena trdnjava Dongneupsong.
Leta 1423 sta bila ustanovljena pristanišče Pusan (부산포) in vegvan (japonska koncesijska skupnost). Med vladavino kralja Sedžonga Velikega (vladal 1418–1450) je bilo v Dongne-hjonu 2416 prebivalcev v 290 gospodinjstvih. V Dongpjong-hjonu je bilo 627 prebivalcev v 108 gospodinjstvih. Vegvan je bil zaprt leta 1510, a ponovno odprt leta 1512.
Med japonskimi invazijami na Korejo v letih 1592–1598 so različne trdnjave na tem območju branile Pusan pred invazijo. Med trdnjavami so bile Pusandžinsong, Dadeposong in Dongneupsong. Civilisti so oblikovali pravične vojske (prostovoljne milice) in se pridružili boju. Po obleganju in zavzetju Pusandžina leta 1592 je bila večina korejskih ujetnikov in civilistov pobita. Po vojni so bili leta 1607 vzpostavljeni diplomatski odnosi z novim šogunatom na Japonskem, Pusan pa je bilo dovoljeno obnoviti.
Leta 1605 je bilo zgrajeno svetišče Songongsa v čast tistim, ki so umrli pri obrambi Koreje med invazijami. Svetišče so leta 1624 poimenovali Čungnjolsa. Leta 1607 so v Dumopu (두모포; 豆毛浦) ponovno vzpostavili vegvan; leta 1678 so ga preselili v Čorjang (초량; 草梁; danes okoli Jongdusana). Leta 1763 je Pusan postal prvo mesto v Koreji, kjer so imeli sladki krompir, ki je prišel z otoka Cušima na Japonskem. Leta 1759 je bilo po poročilih 25.753 prebivalcev v 6657 gospodinjstvih.
Leta 1876 je Pusan postal prvo mednarodno pristanišče v Koreji v skladu s pogoji pogodbe iz Ganghve. Leta 1877 je bila v Pusanu ustanovljena koncesija in ustanovljeni konzulati Japonske, dinastije Čing in Združenega kraljestva. Leta 1883 je bilo odprto pristanišče in ustanovljen je bil carinski urad Pusan (부산해관; 釜山海關). Leta 1895 je bil Dongne-bu vključen v provinco Južni Gjongsang. Leta 1903 je bil degradiran v gun, leta 1906 pa ponovno preimenovan v bu. Po začetku japonskega kolonialnega obdobja 1910–1945 je bil leta 1914 ponovno preimenovan v gun. Leta 1908 je bil Pusan povezan z linijo Gjongbu. Leta 1909 je bila odprta trajektna linija med Pusanom in Šimonosekijem na Japonskem. Leta 1914 je bil Dongne-bu reorganiziran v Pusan-bu. Leta 1915 je bila odprta tramvajska povezava med Pusandžinom in vročimi vrelci Dongne. Naslednje leto je bil odprt mestni tramvaj.
Med japonsko vladavino se je Pusan razvil v središče trgovanja z Japonsko. Pusan je bil edino mesto v Koreji, ki je uvedlo parni tramvaj, preden je bila leta 1924 uvedena elektrifikacija.
Med korejsko vojno je bil Busan eno od le dveh mest v Južni Koreji, ki ju severnokorejska vojska ni zavzela v prvih treh mesecih vojne, drugo je bil Degu. Posledično sta mesti med vojno postali begunski taborišči za Korejce. Po poročanju The Korea Times je bilo v začetku leta 1951 v Pusanu približno 500.000 beguncev.
Ker je bil Pusan eno redkih območij v Koreji, ki je med korejsko vojno ostalo pod nadzorom Južne Koreje, je nekaj časa služil kot dejanska prestolnica Južne Koreje. Čete ZN so poleti in jeseni 1950 okoli mesta vzpostavile obrambni obod, znan kot Pusanski obod. Od takrat je mesto samoupravna metropola in si je zgradilo močan urbani značaj.
Leta 1963 se je Pusan odcepil od province Južni Gjongsang in postal prvo neposredno upravljano mesto Južne Koreje. Leta 1983 je bilo glavno mesto province Gjongsangnam-do preseljeno iz Pusana v Čangvon.

## Geografija
Pusan je na jugovzhodni konici Korejskega polotoka. Leži na obali, kar je določilo razvoj celotnega mesta. Razdalja med Pusanom in Seulom je približno 314 km. Pusan meji na nizke gore na severu in zahodu, na jugu in vzhodu pa na Korejski preliv. Delta reke Nakdong je na zahodni strani mesta, Gumdžongsan, najvišja gora v mestu, pa na severu. Reka Nakdong, najdaljša reka v Južni Koreji, teče skozi zahod in se izliva v Korejski preliv. Jugovzhodna regija, ki se v Koreji imenuje Jongnam, obsega provinci Gjongsang in 3 metropolitanska mesta Pusan, Degu in Ulsan. Ulsan leži severovzhodno od Pusana. Skupno prebivalstvo presega 13 milijonov.
Najbližje čezmorsko območje Pusanu je Cušima na Japonskem, oddaljeno približno 49,5 km. Najbližje območje japonske celine je Fukuoka, oddaljena približno 180 km. Pusan in Fukuoka sta tudi pobrateni mesti.

### Podnebje
Pusan ima hladnejšo različico vlažnega subtropskega podnebja, ki meji na subtropsko monsunsko podnebje, na katero vpliva vzhodnoazijski monsun (Köppen: Cfa, ki meji na Cwa). Izjemno visoke ali nizke temperature so redke. Najvišja temperatura, ki so jo kdaj koli izmerili, je bila 37,3 °C 14. avgusta 2016, najnižja temperatura, ki so jo kdaj koli izmerili, pa je bila −14,0 °C 13. januarja 1915. Obdobje od maja do julija, pozna pomlad in zgodnje poletje so zaradi vpliva oceana običajno hladnejše kot v notranjosti mesta. Pozno poletje in zgodnja jesen, avgust in september sta običajno vroča in vlažna, mesto pa lahko takrat doživi tajfune in je običajno deževno. 15. septembra 1959 je ob obali mesta šel supertajfun Sarah in povzročil katastrofalno škodo. Nenavadno huda nevihta 12. septembra 2003, tajfun Maemi, je prav tako povzročila škodo na ladjah in stavbah ter terjala več kot 48 smrtnih žrtev. Tajfun Hinnamnor 6. septembra 2022 je v Pusanu povzročil uničenje 2. kategorije, saj je povzročil visoke valove, uničujoče vetrove in poplave. Pusan je mesto v Južni Koreji, ki je najbolj dovzetno za tajfune in druge naravne nesreče.
Oktober in november sta na splošno najbolj udobna, z jasnim nebom in prijetnimi temperaturami. Zime so hladne in relativno suhe z močnimi vetrovi, vendar veliko milejše kot v drugih delih Koreje, razen v provinci Čedžu in na več otokih ob južni obali. Pusan in bližnje območje imata zaradi svoje lege najmanj snega v primerjavi z drugimi regijami Koreje. Sneg pada povprečno le približno 4 dni na leto.

## Upravna delitev
Leta 1957 je Pusan sprejel sistem delitve z ustanovitvijo šestih gu (okrožij): okrožje Busandžin, okrožje Dong, okrožje Dongne, okrožje Džung, okrožje Seo in okrožje Jongdo. Danes je Pusan razdeljen na petnajst gu in en gun (okraj).

## Gospodarstvo
Pusan je drugo največje mesto v Koreji, pomorsko logistično središče v severovzhodni Aziji s svojimi mega pristanišči svetovnega razreda in vrata na evrazijsko celino. Leta 2022 je pomorsko mesto zabeležilo bruto domači proizvod (BDP) v višini 104 bilijonov KRV, bruto domači proizvod na prebivalca pa 39,6 milijona KRV.ref>»Gross regional domestic product (GRDP) per capita of Busan in South Korea in 2022«. statista. Pridobljeno 14. februarja 2025.</ref> Mestno gospodarstvo sestavljajo storitveni sektor (70,3 %), proizvodnja (19,8 %), gradbeništvo (5,9 %), kmetijstvo in ribištvo (0,8 %) ter drugi sektorji (3,2 %).
Kot šesto največje pristanišče na svetu je pristanišče Pusan leta 2020 predelalo 21,81 milijona TEU kontejnerskega tovora. Kontejnerski terminal pristanišča ima 43 privezov - 20 privezov v severnem pristanišču in 23 privezov v novem pristanišču Pusan (vključno z dvema večnamenskima privezoma). Pristanišče je del pomorske svilne poti 21. stoletja, ki poteka od kitajske obale do Singapurja, proti južni konici Indije do Mombase, od tam skozi Rdeče morje preko Sueškega prekopa do Sredozemlja, nato do regije zgornjega Jadrana do severnoitalijanskega središča Trsta s povezavami s Srednjo Evropo in Severnim morjem.
Poleg tega je mesto središče morske znanosti in raziskav ter razvoja ter dom številnih ustreznih institucij, kot so Korejski pomorski inštitut (KMI), Korejski inštitut za oceansko znanost in tehnologijo (KIOST), Nacionalna služba za upravljanje kakovosti ribiških proizvodov, Korejska hidrografska in oceanografska agencija (KHOA) in Korejski nacionalni pomorski muzej, ki se nahaja v inovacijskem kompleksu Dongsam v okrožju Jongdo. Poleg tega je bil leta 2020 Pusan gostitelj svetovnega kongresa Mednarodne zveze špediterskih združenj (FIATA).
Mesto je znano tudi po svoji globalni industriji MICE (srečanja, spodbudni dogodki, konference in razstave). Mestno kongresno in razstavno območje ima odlične pogoje in infrastrukturo za gostitev obsežnih mednarodnih dogodkov, vključno z BEXCO v mestu Centum, hišo APEC Nurimaru in hoteli v bližini naravnega okolja. Med pomembnejšimi mednarodnimi konferencami v Pusanu so srečanje gospodarskih voditeljev APEC leta 2005, spominski vrh ASEAN-Republika Koreja leta 2014 in letna srečanja skupine Afriške razvojne banke leta 2018.
Pusan je tudi finančno središče. Korejska borza (KRX), edini korejski upravljavec borze vrednostnih papirjev, ima sedež v Pusanu. V mestu je sedež številnih finančnih institucij, kot so Korejska finančna korporacija za tehnologijo, Korejska korporacija za upravljanje premoženja, Korejska stanovanjsko-finančna korporacija, Korejska stanovanjska in urbana garancijska korporacija, Korejski depozitar vrednostnih papirjev, Korejska pomorska garancijska zavarovalnica, Pomorski finančni center, Korejska ladijska in pomorska transportna družba, Korejska korporacija za upravljanje premoženja in BNK Financial Group.
Poslovna območja so razpršena po mestu v bližini prometnih križišč in ob univerzitetnih kampusih, vendar sta dve največji osrednji poslovni četrti v Pusanu Seomjon in Gvangbok-dong/Nampo-dong. Obstajajo štiri glavna nakupovalna območja: Seomjon, Gvangbok-dong, Pusan Dehak-ga v Džangdžon-dongu in Centum City v okrožju Haeundae.
Območja Gvangbok-dong, Nampo-dong in Džungang-dong tvorijo staro osrednje poslovno okrožje. Nekatere restavracije v tem okrožju uporabljajo družinske recepte, ki se prenašajo iz roda v rod. Na tem območju je tržnica Džagalči, velika tržnica z morskimi sadeži. V bližini je tudi tržnica Gukdže. V Džungang-dongu so številne mednarodne odvetniške pisarne, stari imigracijski urad in mednarodni trajektni terminal, ki vozi na japonske poti.
Pusan ima veliko večjih veleblagovnic, vključno z veleblagovnico Lotte (ki je v Seomjonu, Centum Cityju, Gvangbok-dongu in Dongneju), Lotte Premium Outlet, Šinsege Premium Outlet, pa tudi velike verige supermarketov po mestu.
Med glavnimi hoteli v Pusanu so The Westin Chosun Busan, Paradise Busan in Park Hyatt Busan. Leta 2017 se je v okrožju Gidžang-eup odprl hotel Ananti Hilton Busan.

## Kultura in zanimivosti
Pusan ne ponuja le številnih starinarnic in trgovin s spominki, temveč tudi edinstvene restavracije, znamenitosti in nastanitve. Pusan se imenuje poletna prestolnica Koreje, saj na svojih šestih plažah privablja turiste z vse države. Ob plaži Heunde se razprostirajo luksuzni hoteli in karnevalska promenada. Je glavno prizorišče južnokorejskih filmov in televizijskih oddaj, kot je film Tidal Wave iz leta 2009. Tu je slikovit otok Dongbek z gostim gozdom kamelij in borovcev. Med turističnimi znamenitostmi na otoku  sta sprehajalna pot in hiša Nurimaru APEC, zgrajena za vrh APEC leta 2005.
V bližini je Bomosa, glavni korejski budistični tempelj v mestu.
- Plaža Songdžong obrnjena proti jugu
- Hedong Jongungsa
- Most Gvangan,pogled z otoka Dongbek
- Ekološki park Dedžo
- Bomosa

Park Jongdusan se razprostira na 69.000 m2 in je dom Pusanskega stolpa, umetnostne galerije Jongdusan in Pusanskega akvarija, največjega akvarija v Južni Koreji. Park podpira približno sedemdeset različnih vrst dreves in je turistična destinacija z različnimi kulturnimi dogodki skozi vse leto.
Tedžongde je naravni park s klifi, obrnjenimi proti odprtemu morju, na otoku Jongdo.
Obmorski park Milak je prvi obmorski park v Koreji, ki združuje obalo z javnimi rekreacijskimi objekti. Park je med plažama Heunde in Gvangali. Obmorski park s površino 33.507 m2 lahko sprejme kar 40.000 obiskovalcev.
Kulturna vas Gamčon je bila ustanovljena v 1950-ih kot stanovanjska skupnost ob gorskem pobočju. Hiše v vasi so zgrajene v obliki stopnišča. Vas, ki jo pogosto imenujejo »Machu Picchu iz Koreje«, privablja številne turiste.
Ekološki park Dedžo, dolg 7,62 km in velik 2,66 km2, je naravni spomenik št. 179 in je habitat za ptice selivke ob ustju reke Nakdong. Ustje je bilo izbrano kot poskusni projekt za projekt obnove štirih glavnih rek. Športni objekti so bili delno zgrajeni le v zgornjem in spodnjem delu parka, preostali del parka pa je bil deležen obnove mokrišč in naravnih travnikov. V vrtu znotraj parka je obsežen habitat bodičastih lokvanjev (Euryale ferox), ki sodijo na seznam ogroženih vrst II. stopnje.
Pusan ima največja letovišča in objekte z vročimi vrelci v Koreji. Ončon v PBusanu je najstarejše termalno zdravilišče v Koreji.
V mestu in okolici so še templji, verski in zgodovinski kraji:
- Tempelj Bomosa
- Trdnjava Busandžindžisong  (ali Džasongde)
- Trdnjava Čonsongdžinsong
- Svetišče Čungnjolsa
- Trdnjava Dongneeupsong
- Konfucijansko svetišče-šola Dongne Hjangjo
- Dongnebu Donghon
- Školjkasti nasip Dongsam-dong
- Trdnjava Džvasujong
- Trdnjava Gumdžongsansong
- Hedong Jongungsa
- Džangvančong
- Gungvančong
- Songongdan oltar
- Džongongdan oltar
- Tempelj Samgvangsa
- Tumuli v Bokčon-dongu, Dongne
- Spominsko pokopališče Združenih narodov v Pusanu[16]
- Vesong v Juksong-riju, Gijang
- Most Jongdo
- Paviljon Jongade
- Oltar Jungongdan

Od muzejev je potrebno omeniti Busanski muzej odprt od leta 1978, ki hrani trinajst tisoč eksponatov, med njimi pozlačen bronast stoječi kip budističnega svetnika, ustvarjen v obdobju združene Sile. Predmeti večinoma izvirajo iz Dokčon-donga, starodavne grobnice No-po dong, trdnjave Gimheupsong v Pusanu in regije Gjonsang-Namdo. Muzej hrani šest tisoč kulturnih predmetov purinskega porekla, sedemsto trideset empletov, skoraj štiri tisoč donacij in tristo petdeset zbirk. Na razstavi je skoraj šeststo prazgodovinskih relikvij, povezanih z Pusanom. V zunanji razstavni dvorani so razstavljeni stolp, kip Bude in nagrobnik.